# Memory Alpha
Memory Alpha es una wiki enciclopédica del universo Star Trek. La versión inglesa contiene más de 50.000 artículos, existiendo versiones localizadas al alemán, chino, español, catalán, francés, portugués e italiano, entre otros idiomas.

## Historia
La idea de Memory Alpha nació en septiembre de 2003, cuando Harry Doddema sugirió la idea de adaptar la estructura de Wikipedia para la creación de una base de datos libre acerca de Star Trek. Anteriormente, la mayoría de sitios de referencia sobre Star Trek solo habían sido supervisados por pequeños grupos de personas o individuales, o eran demasiado vastos y poco amigables.
Al mismo tiempo, Dan Carlson estaba estudiando el problema desde otra perspectiva. Dan llevaba casi 10 años creando una base de datos personal de Star Trek, llamada Starfleet Reference Databank. Sin embargo, dicha base de datos estaba lejos de ser perfecta debido a la ingente cantidad de información que aún le faltaba.
El proyecto comenzó el 11 de noviembre de 2003, cuando Harry y Dan empezaron a diseñar el software de Memory Alpha. Decidieron, por comodidad, utilizar un motor de wikis ya existente en vez de crear uno nuevo desde cero. Originalmente, Memory Alpha usaba TikiWiki como motor wiki, pero, tras una semana de pruebas, el equipo optó por migrar el contenido a MediaWiki con el objetivo de aumentar la velocidad de respuesta y flexibilidad del software.
Memory Alpha fue publicada oficialmente el 5 de diciembre de 2003, tras un corto periodo en fase beta.
El 12 de enero de 2004 alcanzó su primera meta, al publicar su 1000 artículo, tan solo dos meses después de su lanzamiento.
El 23 de marzo de 2004, el sitio web se enfrentó a su mayor desafío hasta entonces, cuando la base de datos fue borrada accidentalmente tras una actualización del software MediaWiki. Afortunadamente, la mayor parte del contenido pudo ser recuperado gracias a una copia de seguridad.
Finalmente, Memory Alpha obtuvo su propio dominio y cuenta de servidor en abril de 2004, estando previamente alojada en un subdominio del sitio web personal de Dan, Star Trek Minutiae. El hosting fue proporcionado por Erik Moeller, uno de los desarrolladores del software MediaWiki. El traslado le dio a Memory Alpha la oportunidad de un mayor crecimiento y eliminó los problemas de rendimiento relacionados con el anterior proveedor.
En febrero de 2005, Memory Alpha cambió de proveedor nuevamente y se unió a Wikia, la compañía de hosting para wikis del creador de Wikipedia, Jimmy Wales.